# José Moreno Curiel
José Moreno Curiel (Talavera de la Reina, Corona de Castilla, España, c. 1700–Santo Domingo, Capitanía general de Santo Domingo, Imperio Español, 25 de febrero de 1755) fue un religioso católico español, trinitario calzado, redentor de cautivos y arzobispo de Santo Domingo (República Dominicana).

## Biografía
José Moreno Curiel nació en Talavera de la Reina (Toledo - España). Ingresó al convento de Dos Barrios, de la Orden de la Santísima Trinidad y de los Cautivos. Desempeñó los cargos eclesiásticos de lector, maestro de teología en Valladolid, cronista general de la Orden, depositario, vicario de las monjas trinitarias del monasterio de El Toboso, ministro de los conventos de Burgos y Cuenca, secretario provincial de Castilla, examinador sinodal de Cuenca y Burgos, definidor provincial, redentor de cautivos y calificador del Santo Oficio.
En 1753 el papa Benedicto XIV le nombró arzobispo de Santo Domingo (actual República Dominicana). Murió en dicha ciudad el 25 de febrero de 1755. De él se conservan algunos sermones impresos, entre ellos un sermón fúnebre dedicado a Diego Morcillo Rubio de Auñón, arzobispo de Lima y virrey del Perú.